# Бугор Зміїний
Пам'ятка природи «Бугор Зміїний» (рос. Памятник природы «Бугор Змеиный») — ботанічна пам'ятка природи регіонального значення на території Астраханської області Південного федерального округу Російської Федерації.

## Географія
Пам'ятка природи розташована на території Козловської сільради Володарського району Астраханської області, за 5 км на південний захід від села Марфіно та за 7 км на північний захід від села Ямне. Включає в себе окремі бугри Бера Зміїний та Великий Барфон і прилеглу до них територію. Заказник має довжину 3,5 км, ширину 800 м. І з заходу та півдня резерват відокремлений канавами, зі сходу — єриком Прорізним, з півночі — єриком Парфімовим.

## Історія
Резерват був утворений 18 травня 1995 з метою охорони земельної ділянки, яка є єдиним місцем зростання на території Росії кулецвітника волзького. Рослина була тут знайдена у кінці серпня 1990 року співробітниками Астраханського педагогічного інституту В. Н. Пилипенко та А. Н. Барміним.

## Біоценоз
У пам'ятці природи охороняється єдине у Росії місце зростання рідкісної тропічної рослини — кулецвітник волзький (Sphaeranthus volgensis). Батьківщиною рослини є Месопотамія, де вона була описана у 18 столітті і вже тоді отримала статус рідкісної. Тут же, біля підніжжя бугра Великий Барфон зростає червонокнижна водяна папороть марсілея єгипетська (Marsilea aegyptiaca).